# Utgård
Utgård este o localitate din comuna Hvaler, provincia Østfold, Norvegia, cu o suprafață de 0,31 km² și o populație de 316 locuitori (2013).